# 利非他明
利非他明（INN：lefetamine）是一种兼具兴奋剂和类阿片镇痛剂功效的精神活性药物，其弱效镇痛作用与可待因相当。它在20世纪40年代间被发明，20世纪50年代后在日本被大规模使用。